# Жан Кальвін
Жан Ка́львін (фр. Jean Calvin; 10 липня 1509 — 27 травня 1564)  — французький протестантський проповідник, засновник кальвінізму. Автор «Institutio Christianae religionis» (1536).

## Біографія

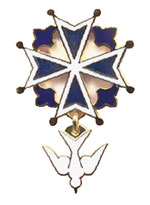
Символ (знак) кальвіністів

Жан Кальвін народився 10 липня 1509 року в місті Нуайон у французькій провінції Пікардія. У 14-річному віці навчався в Паризькому університеті гуманітарним наукам і праву. У 1525 році батько відправив його навчатися на юриста в Орлеанському університеті. У 1529—1530 роках навчався в університеті міста Бурж у юриста та гуманіста Андреа Альчато, що істотно вплинуло на світогляд Жана Кальвіна. 1532 року здобув в Орлеані докторський ступінь. Результатом його інтересу до класичної філології і взагалі гуманітарних наук став коментар до трактату Сенеки «Про милосердя» (De clementia), опублікований у 1532.
1 листопада 1533 року друг Кальвіна Ніколас Коп, обраний ректором Паризького університету, виголосив реформістську промову, яка була сприйнята в університеті як єретична. Ніколас Коп змушений був утікати з Парижа до швейцарського міста Базеля. Жана Кальвіна звинуватили в допомозі, тож йому теж довелось утекти з Парижа і жити у Франції під чужим ім'ям. У жовтні 1534 року Кальвін покинув Францію. У січні 1535 року Кальвін добрався до Базеля, приєднавшись до Ніколаса Копа.

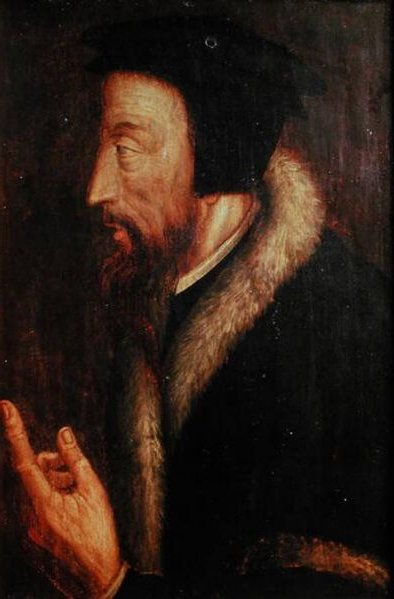
Жан Кальвін

Опублікувавши у Базелі «Institutio Christianae religionis», Кальвін поїхав до Італії, де недовго працював секретарем феррарської герцогині Ренати (Рене), дочки короля Людовика XII.
У червні 1536 року Кальвін покинув Феррару, заїжджав до Парижа, звідки вирушив до Страсбурга. У зв'язку з військовими діями там, він мусив їхати через Женеву. У Женеві Кальвін зустрівся із відомим реформатором Вільгельмом (Ґійомом) Фарелем (фр. Guillaume Farel), який умовив Кальвіна поселитися в Женеві та допомагати у справах реформістської церкви. Кальвін читав лекції, 1537 року був вибраний пастором. У 1538 році вимушений був покинути Женеву, де до влади прийшли його противники. З 1538 по 1541 рр. служив священником у Страсбурзі. У 1541 році, женевський магістрат попросив Кальвіна повернутися в місто. Кальвін приїхав до Женеви, де залишався до самої смерті. Реформаторські ідеї Кальвіна не лише набули неабиякого поширення у Швейцарії, а й незабаром стали популярні у багатьох інших країнах.
Хоча Кальвін ніколи не мав світської влади, за час його життя в Женеві поступово встановився режим, що нагадував теократичну диктатуру. Проте організація кальвіністської церкви зберегла порівняно демократичний характер.
Помер Жан Кальвін 27 травня 1564 року в Женеві від хвороби, що перебігала з гарячкою, задишкою, кровохарканням —  імовірно, це був туберкульоз. Наступного дня його поховано у немаркованій могилі на кладовищі королів (Cimetière des Rois). Точне розташування могили невідоме; у XIX столітті було поставлено надгробний камінь, щоб відзначити ймовірне місце його поховання.

## Державна влада
Жан Кальвін владу в державі вважав божественною. Засуджуючи феодально-монархічні кола за насильства, свавілля, беззаконня, пророкував їм Божу кару.
Кальвін вважав, що церква і світська влада в певному сенсі мають бути незалежні. Але і держава —  встановлення Бога. Тому світські посади повинні походити не від міської громади, а за божеською постановою. А це означає, що держава зобов'язана забезпечити дотримання волі божої, урочистість істинної релігії. Таким чином, держава розуміється Кальвіном як виконавчий орган церкви. Світська влада, за Кальвіном, підпорядкована владі духовній.

## Державний устрій
Питання про найкращий державний устрій Кальвін уважає теоретично нерозв'язним, бо, на його думку, всяка форма правління має свої плюси та мінуси. Держава повинна охороняти власність від обману і грабунку, забезпечувати людям доступність матеріальних благ. Однак тодішні держави не тільки не гарантували власності, а й фактично здійснювали замах на неї шляхом податків, свавіллям чиновників тощо. Кальвін у своїх творах нападає на королів зі звинуваченнями в жадібності та свавіллі. Він знаходить багато слів для характеристики податкового свавілля, називаючи його розбоєм, здирством і насильством, обурюючись тим, що королі придумують нові податки й з їхньою допомогою викрадають велику частину майна, без якого не може обійтися бідний народ. [1,с. 24]
На основі захисту власності Кальвін будує свої звинувачення королів у свавіллі, пихатості й егоїзмі: що могутніші государі, то важче утискують вони народ [2,с. 275] Республіка загрожує стати смутою, тиранією народу: Ми знаємо, наскільки велика нестриманість народу. Тому там, де кожному надано повну свободу, повинен виникнути величезний безлад (Коментар на Євангеліє від Іоанна).
Найжахливішим злом видається Кальвінові нерозсудливість і нестриманість народу: Порівняйте тирана, що здійснює всілякі жорстокості, з народом, у якого немає ні уряду, ні влади, але всі рівні, і ви побачите, що в цьому останньому випадку серед народу неминуче виникнуть набагато більш жахливі смути, ніж якби він перебував під гнітом непомірної тиранії [2,с. 275]. З цієї причини Кальвін і вважає найкращим типом влади аристократичне правління або помірковану демократію: якщо порівняти за суттю три форми, розрізнення яких встановлено філософами, я буду наполегливо стверджувати, що аристократія або лад, який являє собою комбінацію аристократії й помірної демократії, незрівнянно кращий за будь-який інший устрій. Це доведено і досвідом усіх часів, і волею Бога, що заснував в ізраїльтян аристократію, близьку до поміркованої демократії, коли він хотів поставити їх у кращі умови [1,с. 24]

## Право на боротьбу проти влади
Право на супротив тиранії Кальвін визнавав тільки за органами влади, церквою і представницькими установами. Лише коли вичерпано всі легальні форми спротиву, він допускав непокору і повалення тирана.
Монархи — це земні боги, намісники Бога [1,с. 23]. Непокора їм —  найбільше святотатство: влада від Бога, навіть якщо король  розбійник, то всі ті, хто має право меча і суспільну владу, —  раби Божі, навіть якщо вони тирани чи розбійники. Але якщо правитель перестає бути захисником церкви та не виконує її приписів, то автоматично стає простим тираном. Кальвін прямо рекомендує: Краще плюнути в обличчя безбожному королю, ніж коритися його велінням…. Якщо люди накажуть нам що-небудь противне волі Бога, це не повинно мати для нас ніякого значення, і ми не повинні звертати при цьому увагу на звання цієї особи. Повчання Кальвіна закінчується чіткими словами: Краще коритися Богу, ніж людям [1,с. 27].
Однак непокора та опір —  речі різні. Опиратися і мстити тиранові не можна: якщо нас жорстоко пригнічує нелюдський государ, якщо нас грабує і розоряє жадібний або марнотратний государ, якщо нас зневажає і погано захищає недбалий правитель, навіть в тому випадку, якщо нечестивий і богохульний правитель буде переслідувати нас за віру, то перш всього викличемо в пам'яті ті образи, які ми заподіяли Господу, вони безсумнівно виправляються цими лихами. Це породить в нас почуття смирення і зломить наше терпіння. А потім будемо пам'ятати, що не наша справа виправляти таке зло, нам залишається тільки молити Бога про допомогу, в його руці серця королів і долі королівств [1,с. 23].
Тим не менш, якщо окремим людям не можна чинити опір тиранові, представникам місцевої влади це ставиться в обов'язок: Якщо існують посадові особи, встановлені для захисту народу та стримування надмірної жадібності й свавілля государів, —  такі були колись ефори, поставлені проти лакедемонських царів, або народні трибуни, поставлені проти римських консулів, або демархи, поставлені проти сенату в Афінах; нині користуються цією владою в окремих державах три стани, коли вони збираються, —  то я не забороняю, такій владі виступати проти непомірності і жорстокості государів згідно зі своїми посадами, і якщо вони дивляться крізь пальці на те, що государі незаконно гноблять бідний народ, я вважаю, що їх потрібно звинуватити за це потурання, яким вони злочинно змінюють свободи народу, захисниками якої вони поставлені Богом [1,с. 28].
І все ж ніяких заколотів, насильств і різких демонстрацій. Тільки, коли не допомагають реформи та опір на конституційній основі, можна закликати християн до відкритої непокори аж до повалення тирана.
Безбожних тиранів карає промисел Божий: Кальвін проповідував набожність, доброчесність, працьовитість і покірність владі, закликав додержуватись морального закону.

## Цікаві факти

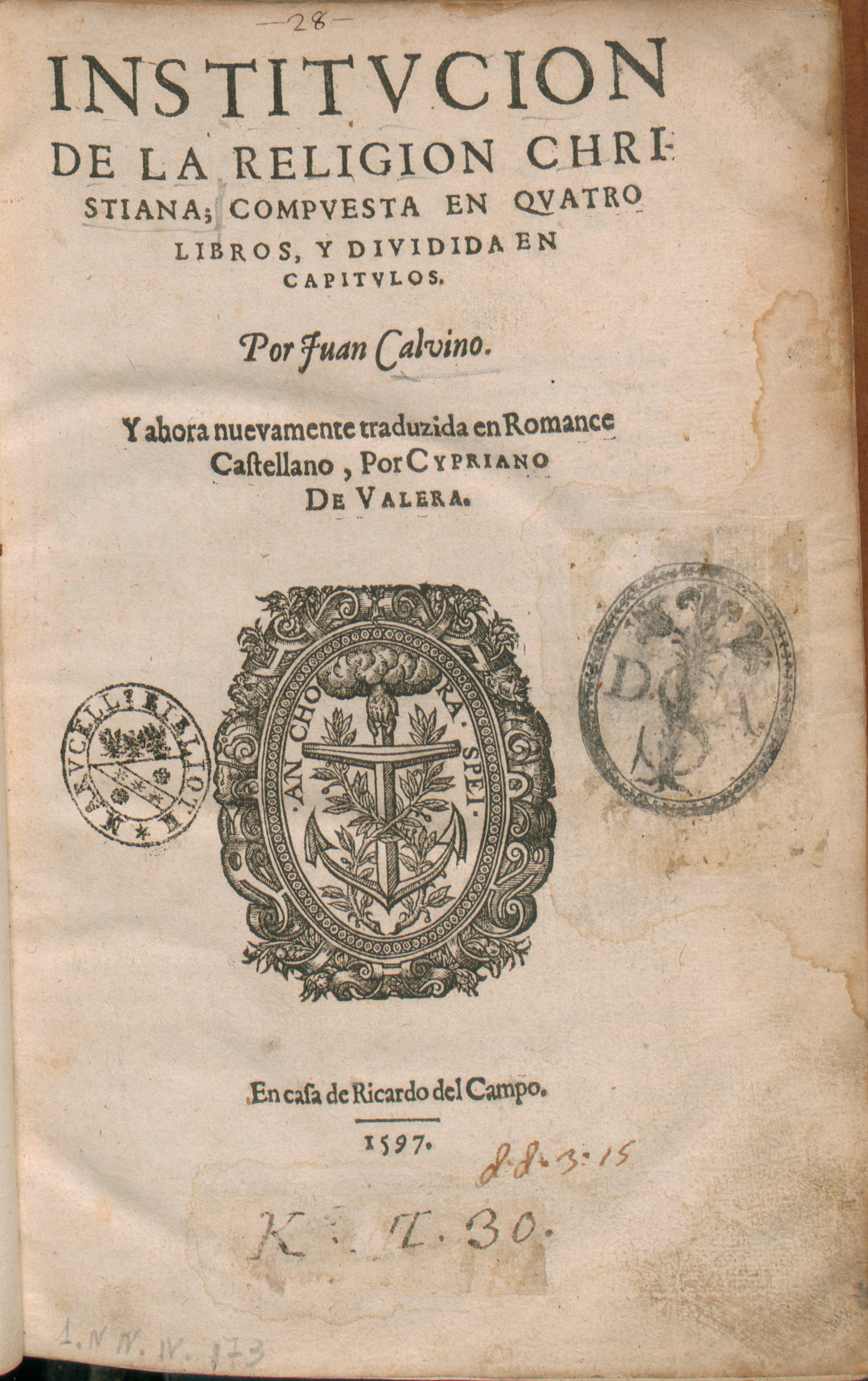
Institutio christianae religionis, 1597

Тих мешканців Женеви, які не бажали коритися новим порядкам, позбавляли громадянських прав, виганяли з міста, навіть страчували. Всіх приголомшила доля іспанського лікаря-католика Мігеля Сервета (*1511–†1553). За виступи проти католицької церкви його переслідувала інквізиція, він сподівався знайти порятунок у Женеві. Проте Кальвіна не влаштовували погляди М. Сервета, звичка брати все під сумнів. «Женевський папа» звинуватив М.Сервета в єресі, присудив до спалення на вогнищі (за даними дослідника Алістера Мак-Грата вирок було винесено магістратом (радою) Женеви за тодішніми законами для єретиків. Кальвін дав висновок теологічним поглядам Сервета, який став підставою у звинуваченні у єресі та відповідному покаранні за це).